# ビックリハウス
『ビックリハウス』は、1974年から1985年まで発行された日本のサブカルチャー雑誌である。

## 概要
安藤紘平は「僕は大林宣彦監督が自主映画作家時代に撮った『EMOTION=伝説の午後=いつか見たドラキュラ』(1966年)に衝撃を受けて、榎本了壱、萩原朔美と共に『ファミリーフィルムメーカー』という映画グループを作り、それは後に『ビックリハウス』という雑誌になりました」と述べている。
1975年、劇団 天井桟敷出身の榎本了壱と萩原朔美が編集プロダクションである、株式会社エンジンルームを設立。萩原が代表取締役に就任し、雑誌ビックリハウスを創刊。創刊当初は渋谷のタウン誌と同等の内容に過ぎなかった。
その後、読者を「ハウサー」と呼称し、萩原が「ビックリハウスは読者の上に読者を作らず、読者の下に編集者を作る」が表明した通り、読者からの投稿が雑誌の柱となり、数々のコーナーが作られた結果、パロディ雑誌として一時代を築いた。1977年から高橋章子が編集長となり、1985年の休刊まで勤めた。
80年代的なキッチュ、ユーモア、パロディをモットーにした面白雑誌で10代後半の読者に圧倒的な支持を集め、当時の若者文化に多大な影響を与え、常連投稿者の中には一般人時代のタレント、歌手、俳優、作家、文化人等が多くいた。
読者主導型のコンテンツの先駆けとして、2016年時点の2ちゃんねるやニコニコ動画等の発信者がくだらないことを実行する文化との類似性を見出せるとミュージシャンの吉田アミは評していた。
月刊誌として、全130号を発刊し1985年に休刊。2004年、「生誕30周年記念」と称し1号限定で復刊した。

## 主な連載
ビックラゲーション
「バスが道を間違えた」などといった、日常の驚いた出来事を投稿する。単純ながら飽きの来ないコーナー。ビックリハウスがマイナーなのをいいことに、メジャーな雑誌にレイアウトや体裁などを丸々コピーされて、「偽物」が出回るほどだった。
全流振
全国流行語振興会。はやらせたい言葉（自分の周りではやっている言葉ではない）を投稿し、編集部の認定を受け、最終的には広辞苑への掲載を目指す。ここ出身の当時の流行語は意外と多く、「えびぞる」、参ったの進行形「まいっちんぐ」、サヨナラとバイバイのミクスチュア「バイなら」などはここの発祥。
筆おろし塾
要は毛筆書道だが、字の上手下手ではなく、書かれた文字の内容で勝負する。まじめな書道風と「妻と猿が」などシュールな言葉のギャップを楽しむ。
名刺対決
上記「筆おろし塾」に類似。本物の名刺の裏に一発ギャグフレーズを書き、東軍・西軍の対戦形式でどちらが面白かったかで勝負する。同程度の面白さとされたときは裏側（本来の表）の名前、肩書きも選考に含める。『とんねるずのオールナイトニッポン』にも同内容のコーナーがあった。とんねるず自身も短期間ながら連載を持っていたので、そのあたりが関係していると思われる。
面コラ
面白コラージュ。フォトコラージュを投稿する。コラージュではない面白い写真を募集する「スナオカメラ」というコーナーもあった。
御教訓カレンダー
一言フレーズのパロディをカレンダー形式にして掲載。これは、三日坊主めくり御教訓カレンダーとして現在も毎年発行されている（2024年版で終了予定)。
おもこ
「思い込み」。「割り箸を煮るとメンマになると思っていた」のような、子供の頃、勝手に思い込んでいたことを告白する。
ハジラ
投稿規程を守っていない、あるいは趣旨とかけ離れた投稿をする者をさらし者にして戒める。
エンピツ賞
年に2回開催された短編小説賞。鮫肌文殊や窪田僚がデビューした契機となった。
ヘンタイよいこ新聞
糸井重里主宰による人気投稿コーナー。漢字は総ルビ、横組みの見出しは「聞新こいよイタンヘ　集編任責 里重井糸」のように右から組み、古い書籍のような雰囲気を作っている。後に出た単行本も同様で、わざわざ質の悪い紙を使っている。ここでは糸井は自らを「編集長（男）」と称する。「キモチワルイものとはなにか?」「オイシイものとはなにか?」「キモチイイものとはなにか？」など10種類の常設のお題に読者が投稿する。

## メディア

### テレビ
『TVビックリハウス』は千葉テレビで放送されたテレビ番組である。放送期間は1977年末から1978年にかけての3か月で、短命だったが、本誌編集部スタッフが自ら企画・出演した。

### レコード

#### ビックリハウス音頭
1979年に、EP盤を発売した。大瀧詠一がプロデュース。歌詞と歌い手はハウサーからの一般公募だった。歌詞カードにビックリハウス誌上の流行語「えびぞる」「ムキンポ」「ムズもく」「ドキモコ」「びでんぶ」の解説が記載されている。
A面：ビックリハウス音頭：
唄：デーボ＜小山ゆかり、桜井智子、駒井直美　
作詞：なにゆえ草也　作曲、編曲：大瀧詠一
B面：ある乙女の祈り
唄：高橋章子
作詞：古田誠、作曲、編曲：大瀧詠一
発売元：キングレコード株式会社
規格品番：GK-324

#### 音版ビックリハウス
1982年100号を記念したビックリハウスの増刊号的な内容で、過去の名作を読んだり、ドラマ仕立てのオリジナルストーリーやオリジナル曲等。
- 『逆噴射症候群の巻』（1982年6月21日、アルファレコード）[4]
- 『ウルトラサイケ・ビックリパーティ』（1982年12月16日）

### エビゾリングショウ
1980年3月30日、第1回のエビゾリングショウを西武劇場で開催。ルールはプロ、アマチュアの問わずネタ3分間で審査員を笑わせたら勝ちで、つまらなければ、巨大なサジが投げられる仕組みの「お笑いネタ大会」である。
雑誌内で連載を持っていたおすぎとピーコの司会、ツービート、三遊亭楽太郎、赤塚行雄、新旧編集長が審査員。大賞は竹中直人が受賞し、石橋貴明もパルコ賞（準優勝）受賞した。また、表彰式の際に石橋がステージに客席にいた石橋の相方である木梨憲武を乱入させた。

## パルコ文化
渋谷公園通りでパルコの出店に伴い栄えていったパルコ文化に対し、社会学者の北田暁大は西武、セゾン･グループの文化戦略は、1970年代末から1980年代にかけて、渋谷という都市空間において最高潮に達し、渋谷という都市そのものがパルコによってラッピングされ、そのままパルコの広告となり、名物コピーライターの突出に象徴される「広告ブーム」が、同時期に折り重なっていったことが要因だったと評している。

## 関連書籍
- 『ビックラゲーション選』ビックリハウス編 ブロンズ社　1976
- 『57人のブラッドベリアン―ビックリハウス・エンピツ賞作家集』 新書館 1977/11
- 『ビックリハウス 驚愕大全』NTT出版、1993年。
- 高橋幸宏、鈴木慶一『偉人の血』1985年。
- 糸井重里『ヘンタイよいこ新聞』パルコ出版、1982年。
- 大語海―『ビックリハウス版・国語事典』パルコ出版、1982年。
- 『ビックリハウスの エンピツ賞傑作選』パルコ出版、1982年。
- 高橋章子『ビックリは忘れた頃にやってくる』筑摩書房、1996年。
- 『御教訓カレンダー大全』 パルコ出版 1991/8
- 『ビックリハウス131号―「ビックリハウス」なんて知らない!ビックリハウス住宅展示場カタログ』 パルコエンタテインメント事業局 2004/1